# Meïr Aron Goldschmidt
Pour les articles homonymes, voir Goldschmidt.
Meïr Aron Goldschmidt, né le 26 octobre 1819 et mort le 15 août 1887, est un éditeur, journaliste et romancier danois. Il est le rédacteur en chef fondateur du magazine satirique et politique Corsaren (en).

## Biographie
Goldschmidt est né à Vordingborg, au Danemark, mais a grandi à Copenhague. Il est le fils d'Aron Goldschmidt (1792-1848) et de Lea Levin Rothschild (1797-1870), famille de marchands juifs strictement orthodoxes.
Il étudie à l'Université de Copenhague où l'un de ses professeurs est le théologien danois Henrik Nicolai Clausen (1793–1877). Il obtint un diplôme en philologie. Sa rencontre avec la culture grecque classique change une grande partie de son attitude et l’amène à essayer d'équilibrer les pensées juives et non juives. L'idée grecque de Némésis l'a particulièrement impressionné et a imprégné une grande partie de ses œuvres ultérieures.
En 1837, il fonde Præstø Amts Tidende qui fusionne en 1839 avec Callundborg Ugeblad pour devenir Sjællandsposten. Il le vend en 1840 et fonde la même année l'hebdomadaire politique et satirique Corsaren (« le Corsaire ») où, sous le couvert de différents éditeurs, il critique le roi. En tant que rédacteur en chef, il est condamné à la prison et à une amende ainsi qu'à la censure de son journal le 7 juin 1843 par la Cour suprême. En 1846, Goldschmidt vend le Corsaren.
Goldschmidt avait rencontré et félicité Søren Kierkegaard pour son livre Ou bien... ou bien, mais cette amitié est détruite après une campagne d'attaques contre Kierkegaard parues dans le Corsaren. De 1847 à 1859, il dirige un magazine politique intitulé Nord og Syd. Pour élargir ses horizons culturels et politiques, Meïr Aron Goldschmidt visite l'Allemagne, l'Autriche, l'Italie et la Suisse.
Vers 1860, il arrête sa carrière de journaliste et se consacre à la littérature. Ses écrits montrent un intérêt pour la métaphysique et la philosophie. Son premier roman En Jøde (1845 ; « Un Juif ») est la première description du milieu juif de Copenhague vu de l'intérieur. Le roman Hjemløs (1853) traite de l'idée de la Némésis, tout comme l'important Arvingen (1865), le premier traitement littéraire danois sur le divorce. Ses contes et romans sont intéressant, décrivant les Juifs avec un mélange d'ironie et de sympathie. Il n'est pas rare que le réalisme soit brisé par un mysticisme particulier.

## Vie privée
Il est marié à Johanne Marie Sonne (1825-1900) mais divorce en 1852. De ce mariage éphémère, il aura un fils en 1846 et une fille en 1848.

## Œuvres
Il écrit plusieurs romans, ainsi que des pièces de théâtre et une autobiographie :
- (da) En Jøde, 1845publié sous le pseudonyme d'Adolph Meyer
- (da) Hjemløs, 1853 - 1857
- (da) Arvingen, 1865
- (da) Ravnen, 1867  (« Le Corbeau »)
- (da) Livs Erindringer og Resultater, 1877autobiographie